# Wappen Nigerias

Staatswappen von Nigeria

Das Wappen Nigerias wurde am 20. Mai 1960 von der britischen Königin Elisabeth II. verliehen.

## Beschreibung
Das Wappen zeigt in Schwarz eine silberne Wellendeichsel und über dem Schild einen silber-grünen Crest mit auffliegendem roten Adler. Die Schildhalter sind zwei silberne Hengste; sie stehen auf einem grünen Postament mit gestreuten roten Krokussen. Auf dem goldenen Band unter dem Wappen steht in schwarzen, englischen Majuskeln der Wappenspruch:
„Unity and Faith, Peace and Progress“
(Einheit und Glaube, Frieden und Fortschritt)

## Symbolik
Das Wappen zeigt einen Schild mit einer silbernen Wellendeichsel. Sie repräsentiert die beiden Hauptflüsse Nigerias: den Niger und den Benue, die nach ihrem Zusammenfluss gemeinsam weiterfließen. Die schwarze Schildfarbe symbolisiert die „gute nigerianische Erde“.
Die beiden Pferde, die den Schild halten, symbolisieren Würde, während der Adler, der auf dem Schild thront, ein Symbol des Friedens ist.

Flagge Nigerias

Der weiß-grüne Helmwulst oben auf dem Schild wiederholt die Farben der Flagge Nigerias.
Grün steht für die Landwirtschaft als wichtigem Wirtschaftsfaktor des Landes, die schwarze Farbe des Schildes symbolisiert die nigerianische Erde. Die roten Blumen im Gras unter dem Schild sind Krokusse, die Nationalblumen Nigerias.